# Syracuse University

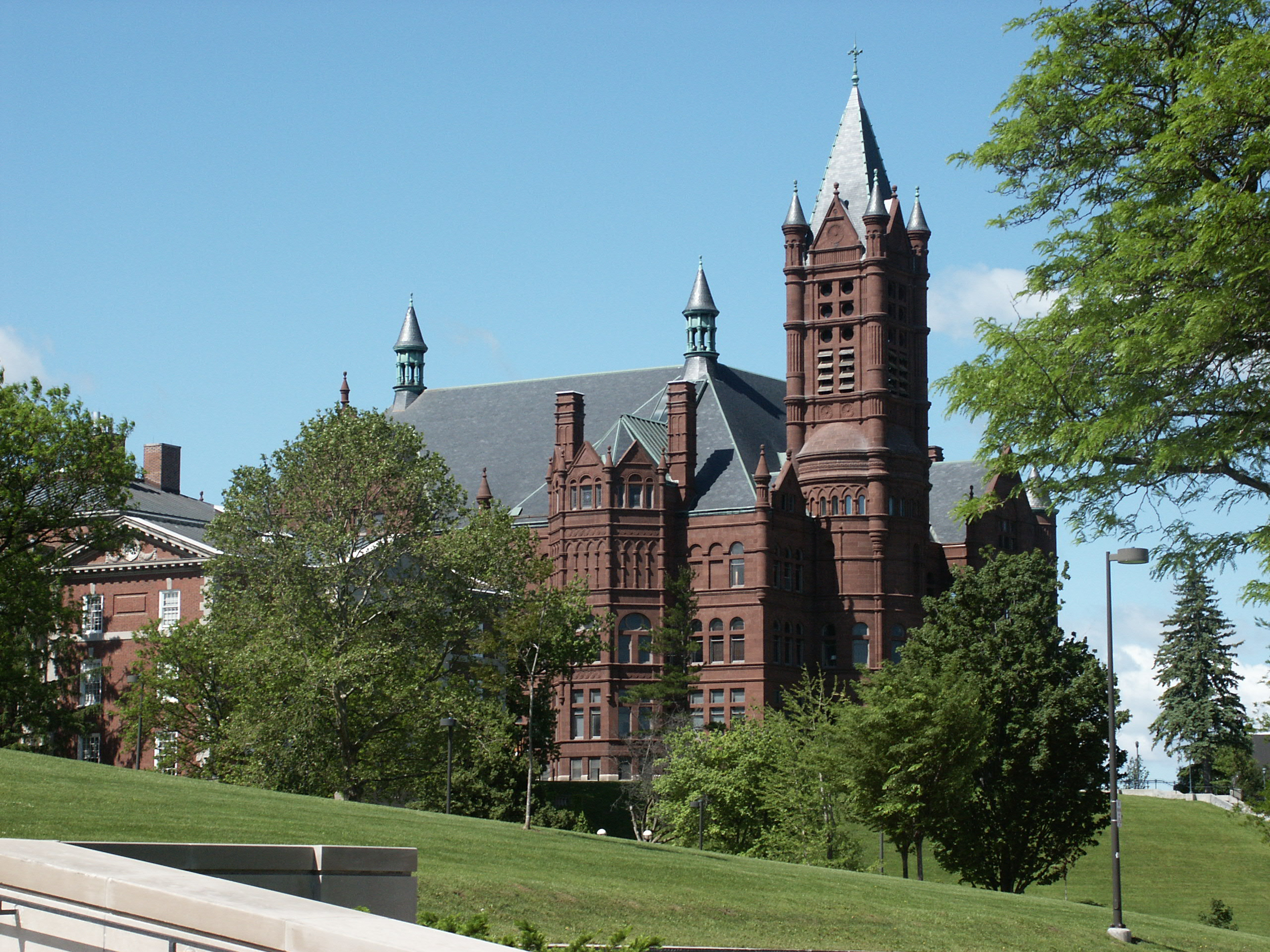
Crouse College

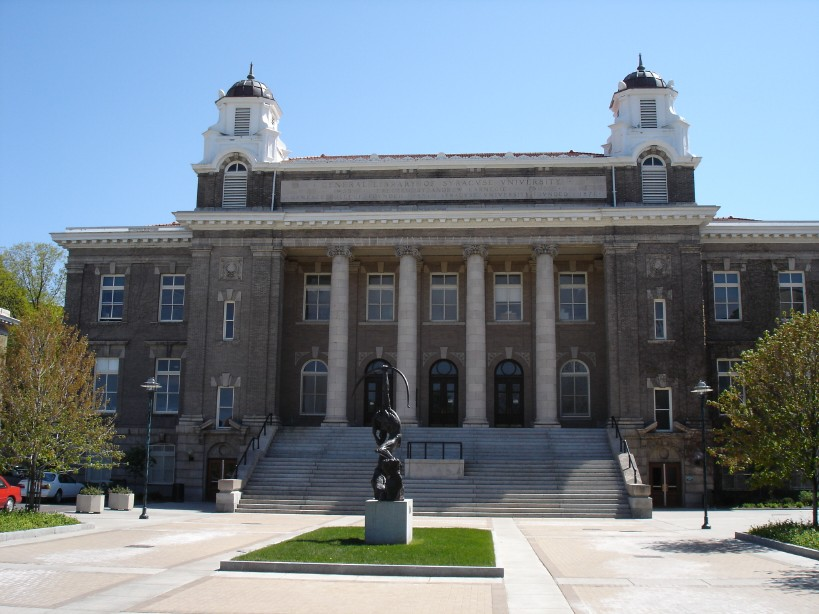
Carnegie Library

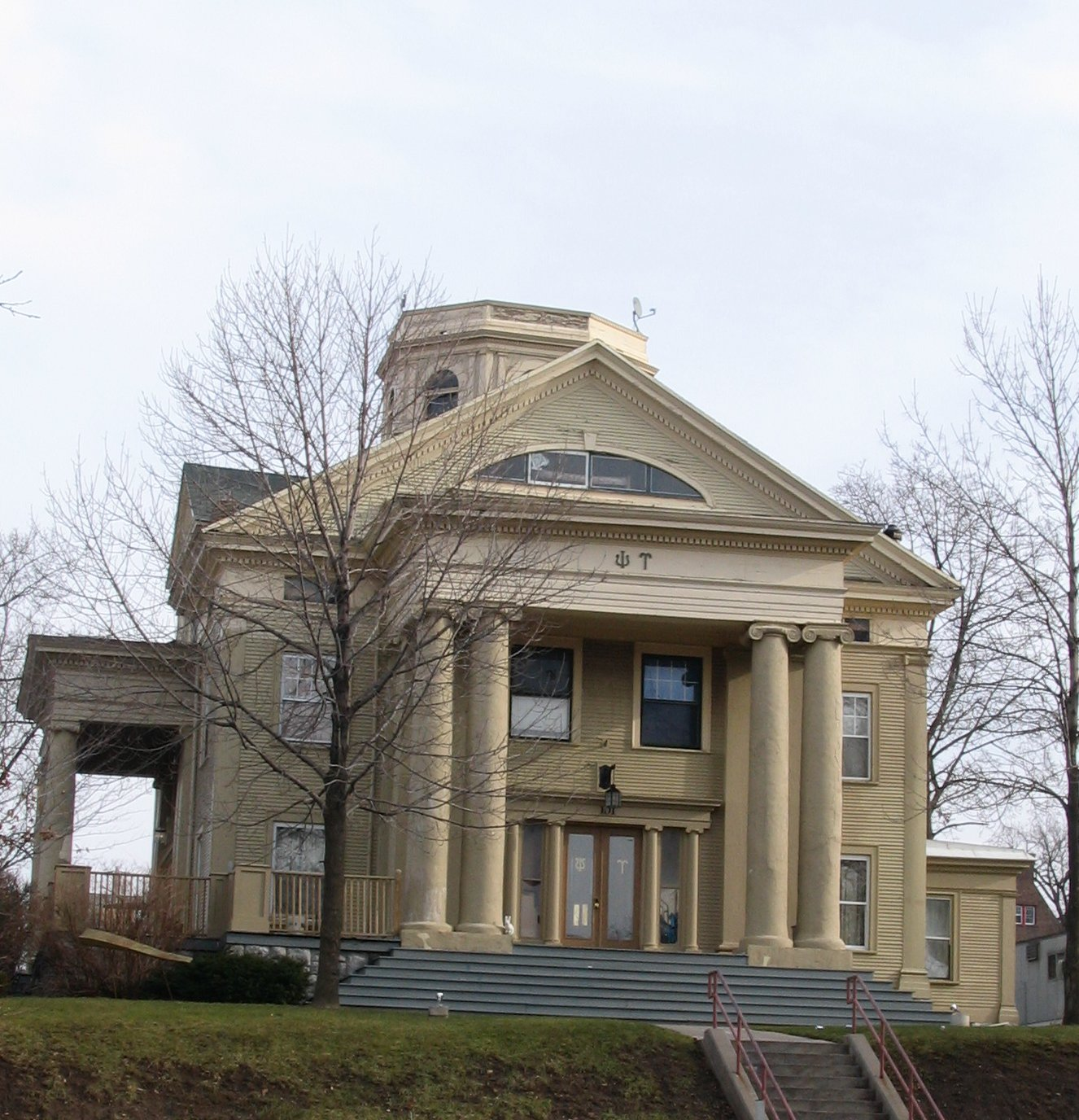
Pi Chapter House

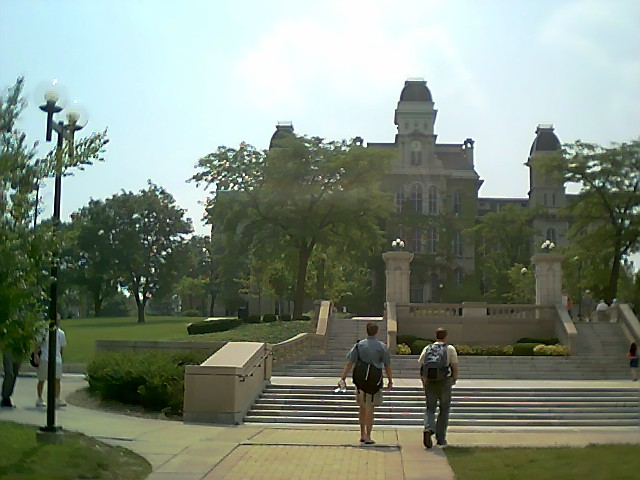
Treppe zur Hall of Languages

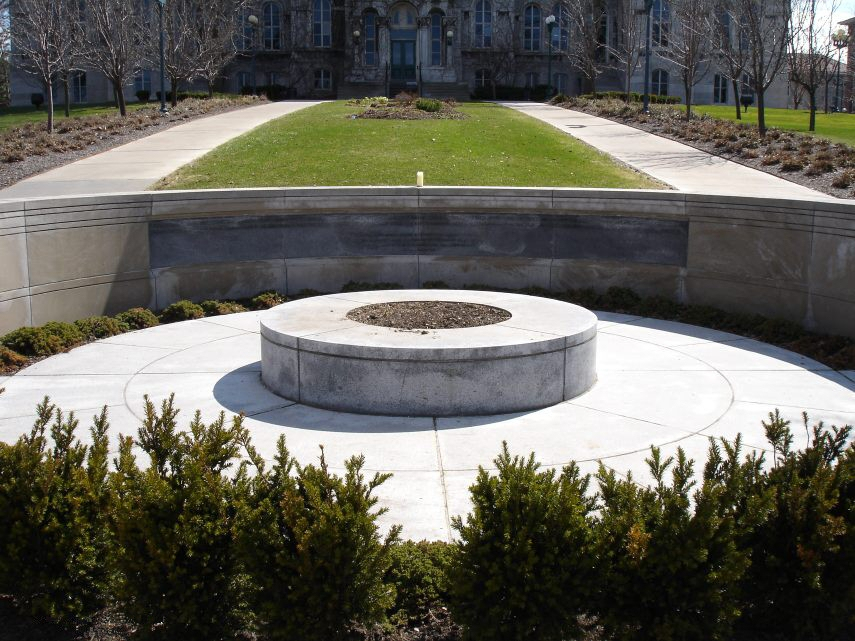
Pan Am Flight 103-Gedenkstätte

Die Syracuse University ist eine 1870 gegründete private Forschungsuniversität in Syracuse im US-Bundesstaat New York. 2020 waren an der Hochschule 21.322 Studierende eingeschrieben (2005: 18.735). Die Hochschule ist besonders bekannt für ihre Forschung und Lehre in den Bereichen Architektur, Entrepreneurship, Informationswissenschaften, Kommunikationswissenschaften, Kreatives Schreiben und Öffentliche Angelegenheiten. Sie war von 1966 bis 2011 Mitglied der Association of American Universities, einem seit 1900 bestehenden Verbund führender forschungsintensiver nordamerikanischer Universitäten. Ihr Stiftungsvermögen hatte 2020 einen Wert von 1,39 Milliarden US-Dollar.

## Geschichte
Das Genesee Wesleyan Seminary wurde 1831 von der Genesee-Jahreskonferenz der Methodist Episcopal Church in Lima (New York), südlich von Rochester gegründet. 1850 wurde beschlossen, die Einrichtung von einem Seminar zu einem College zu erweitern. Da die Eisenbahn Lima vollständig umging, wurde eine neue geografische Lage gesucht. Die Stadt Syracuse suchte nach einer Universität, da dort eigentlich die Cornell University entstehen sollte, diese sich aber auf dem Farmland von Ezra Cornell in Ithaca bildete. 1869 erhielt das Genesee College die Genehmigung des Staates New York, nach Syrakus zu ziehen, aber Lima erhielt eine gerichtliche Verfügung, um den Umzug zu blockieren und das College blieb bis zu seiner Auflösung 1875 in Lima. Zu diesem Zeitpunkt war die gerichtliche Verfügung jedoch durch die Gründung einer neuen Universität am 24. März 1870 aufgehoben worden. Gleichzeitig erteilte der Staat New York der neuen Syracuse University unabhängig vom Genesee College eine eigene Charta. 1871 wurde die Universität in gemieteten Räumen in der Innenstadt eröffnet. Bis 1872 entwickelte die Universität ein festes Programm für drei Studienbereiche. Im Februar 1873 wurde Alexander Winchell erster Kanzler der Syracuse Universität und drei Monate später wurde das erste Gebäude auf dem neuen Campus eingeweiht.
Von ihrer Gründung bis in die frühen 1920er Jahre wuchs die Universität schnell. Es wurden Programme in den Naturwissenschaften und modernen Sprachen angeboten, und 1873 entstand eines der ersten Architekturprogramme in den USA. 1874 gab es den landesweit ersten Bachelor of Fine Arts Degree und 1876 bot die Schule ihre ersten Aufbaustudiengänge im College of Arts and Sciences an. 1911 wurde das erste Promotionsprogramm entwickelt und 1919 entstand die Business School, die mehrere MBA-Programme enthält. Die Journalistenschule, jetzt die SI Newhouse School of Public Communications, wurde 1934 gegründet. Das Wachstum der Syracuse University von einem kleinen College für freie Künste zu einer großen umfassenden Universität war auf die Bemühungen von zwei Männern zurückzuführen, Kanzler James Roscoe Day und John Dustin Archbold.
Nach dem Zweiten Weltkrieg verwandelte sich die Syracuse University in eine bedeutende Forschungseinrichtung. Die Einschreibung stieg in den vier Jahren nach dem Krieg aufgrund der GI Bill, die Studiengebühren, Unterkunft, Verpflegung und eine kleine Zulage für Veteranen zahlte, die aus dem Zweiten Weltkrieg zurückkehrten.
Die Universität wurde als koedukative Universität gegründet. Am College of Liberal Arts war das Verhältnis zwischen männlichen und weiblichen Studierenden im 19. Jahrhundert ungefähr gleichmäßig. Das College of Fine Arts war überwiegend weiblich, und am College of Medicine und am College of Law war ein geringer Anteil von Frauen eingeschrieben.  Männer und Frauen wurden in denselben Kursen zusammen unterrichtet, und viele außerschulische Aktivitäten waren koedukativ. Syracuse entwickelte auch Nur-Frauen-Organisationen und -Clubs.

## Zahlen zu den Studierenden
Im Herbst 2020 waren 21.322 Studierende an der Universität eingeschrieben. Davon strebten 14.479 (67,9 %) ihren ersten Studienabschluss an, sie waren also undergraduates. Von diesen waren 54 % weiblich und 46 % männlich; 7 % bezeichneten sich als asiatisch, 7 % als schwarz oder afroamerikanisch und 10 % als Hispanic/Latino. 6.843 (32,1 %) arbeiteten auf einen weiteren Abschluss hin, sie waren graduates.

## Sport
Das Sportteam der Hochschule wird Syracuse University Orange genannt. Die Syracuse University ist seit 2013 Mitglied der Atlantic Coast Conference.

## Persönlichkeiten

### Dozentinnen
- Nancy Cole (1902–1991), Mathematikerin, von 1947 bis 1971 Professorin in Syracuse
- Gerda Peterich (1906–1974), Fotografin, von 1964 bis 1968 Professorin in Syracuse

### Bekannte Studierende und Absolvierende
Architektur:
- Georg W. Reinberg (* 1950), Architekt und Professor

Kunst und Kultur:
- Julian Barry (1930–2023), Schriftsteller und Drehbuchautor
- Stephen Crane (1871–1900), Schriftsteller
- Carlisle Floyd (1926–2021), Opernkomponist
- LaToya Ruby Frazier (* 1982), Fotografin und Videokünstlerin
- Donato Giancola (* 1967), Maler, insbesondere Science-Fiction- und Fantasy-Malerei
- John C. McGinley (* 1959), Schauspieler (Scrubs – Die Anfänger)
- Clement Greenberg (1909–1994), Kunstkritiker
- Michael Hampe (1935–2022), Intendant und Regisseur
- Shirley Jackson (1916–1965), Schriftstellerin, insbesondere Horrorromane und -kurzgeschichten (The Lottery)
- Betsey Johnson (* 1942), Modedesigner
- Sol LeWitt (1928–2007), Künstler (Konzeptkunst), 1945 bis 1949 in Syracuse
- John D. MacDonald (1916–1986), Schriftsteller
- Scott McCloud (* 1960), Comiczeichner
- Joyce Carol Oates (* 1938), Schriftstellerin
- Robert O’Connor (* 1959), Schriftsteller
- Lou Reed, (1942–2013), Musiker (The Velvet Underground)
- Ruth Stafford Peale (1906–2008), Autorin und Herausgeberin, Abschluss 1928
- Peter Weller (* 1947), Schauspieler (RoboCop), Abschluss 2004
- Kristen Wilson (* 1969), Schauspielerin
- Bill Viola (1951–2024), Videokünstler
- Neal McDonough (* 1966), Schauspieler (Band of Brothers)
- Franz von Holzhausen (* 1968), Automobildesigner (u. a. Tesla Model S)

Medien und Kommunikation:
- Dennis Crowley (* 1976), Mitbegründer und CEO von Foursquare

Recht und Politik:
- David Crane – Richter am Sondergericht Sierra Leone
- Marc S. Ellenbogen – Philanthrop, Präsidentenberater und Kolumnist
- Sean O’Keefe (* 1956) – ehemaliger NASA-Administrator
- Joe Biden (* 1942) – Präsident der Vereinigten Staaten

Sport:
- Joe Alexander (1898–1975) – American-Football-Spieler und -Trainer, Arzt
- Carmelo Anthony (* 1984) – Basketballspieler
- Matthew Bergeron (* 2000) – American-Football-Spieler
- Jerami Grant (* 1994) – Basketballspieler
- Jim Brown (1936–2023) – American-Football-Spieler und Lacrossespieler, Autor, Schauspieler
- Michael Carter-Williams (* 1991) – Basketballspieler
- Tom Coughlin (* 1946) – American-Football-Spieler, -Trainer und -Funktionär
- Larry Csonka (* 1946) – American-Football-Spieler
- Ernie Davis (1939–1963) – American-Football-Spieler
- Dwight Freeney (* 1980) – American-Football-Spieler
- Marvin Harrison (* 1972) – American-Football-Spieler
- Paul Jappe (1898–1989) – American-Football-Spieler
- Wesley Johnson (* 1987) – Basketballspieler
- Daryl Johnston (* 1966) – American-Football-Spieler
- Floyd Little (1942–2021) – American-Football-Spieler
- John Mackey (1941–2011) – American-Football-Spieler
- Doug Marrone (* 1964) – American-Football-Spieler und -Trainer
- Donovan McNabb (* 1976) – American-Football-Spieler
- Art Monk (* 1957) – American-Football-Spieler
- Etan Thomas (* 1978) – Basketballspieler
- Dion Waiters (* 1991) – Basketballspieler

Unterhaltung:
- Warren Casey (1935–1988) – Autor, Komponist und Schauspieler („Grease“)
- Taye Diggs (* 1971) – Schauspieler
- Peter Falk (1927–2011) – Schauspieler
- Elizabeth Hendrickson (* 1979) – Schauspielerin
- Miriam Hopkins (1902–1972) – Schauspielerin
- Grace Jones (* 1948) – Schauspielerin, Model
- Frank Langella (* 1938) – Schauspieler
- Sam Lloyd (1963–2020) – Schauspieler („Scrubs“), Musiker
- Sterling Morrison (1942–1995) – Musiker
- Aaron Sorkin (* 1961) – Regisseur von „The West Wing“
- Lexington Steele (* 1969) – Pornodarsteller und -regisseur
- Jerry Stiller (1927–2020) – Schauspieler
- Vanessa Williams (* 1963) – Sängerin, Schauspielerin und ehemalige Miss America
- Vera Farmiga (* 1973) – Schauspielerin

Wirtschaft:
- Ruth Johnson Colvin (1916–2024) – Aktivistin gegen Analphabetismus und Autorin; auch Ehrendoktorin der Syracuse University
- William James (1842–1910) – Direktor von Lazard Freres & Company

Wissenschaft, Medizin und Entdeckung:
- Geraldine Claudette Darden (* 1936) – Mathematikerin und Hochschullehrerin; war die vierzehnte Afroamerikanerin, die einen Doktortitel erhielt
- Elsa Reichmanis (* 1953) –  Chemikerin und Hochschullehrerin
- Edward Drake Roe  (1859–1929) – Mathematiker und John Raymond French Professor of Mathematics; gründete 1914 die amerikanische Ehrengesellschaft für Mathematik Pi Mu Epsilon
- Josephine Roe (1858–1946) – Mathematikerin und Hochschullehrerin; promovierte 1910 als erste Frau an der Syracuse University in Mathematik
- Eileen Collins (* 1956) – NASA-Astronautin
- Robert Jarvik (1946–2025) – Kardiologe
- Story Musgrave (* 1935) – NASA-Astronaut
- Hermann Gummel (1923–2022) – Physiker
- Pericles A. Mitkas (* 1962) – Ingenieur und Rektor der Aristoteles-Universität Thessaloniki